# 小行星4881
小行星4881（4881 Robmackintosh）是一颗围绕太阳公转的小行星。1975年12月1日，卡洛斯·托雷斯在Cerro El Roble发现了此天体。
这颗小行星的绝对星等为349.8261306152829等。